# Lesonice (Vysočina)
Lesonice é uma comuna checa localizada na região de Vysočina, distrito de Třebíč.